# Hervormde kerk (Stevensweert)

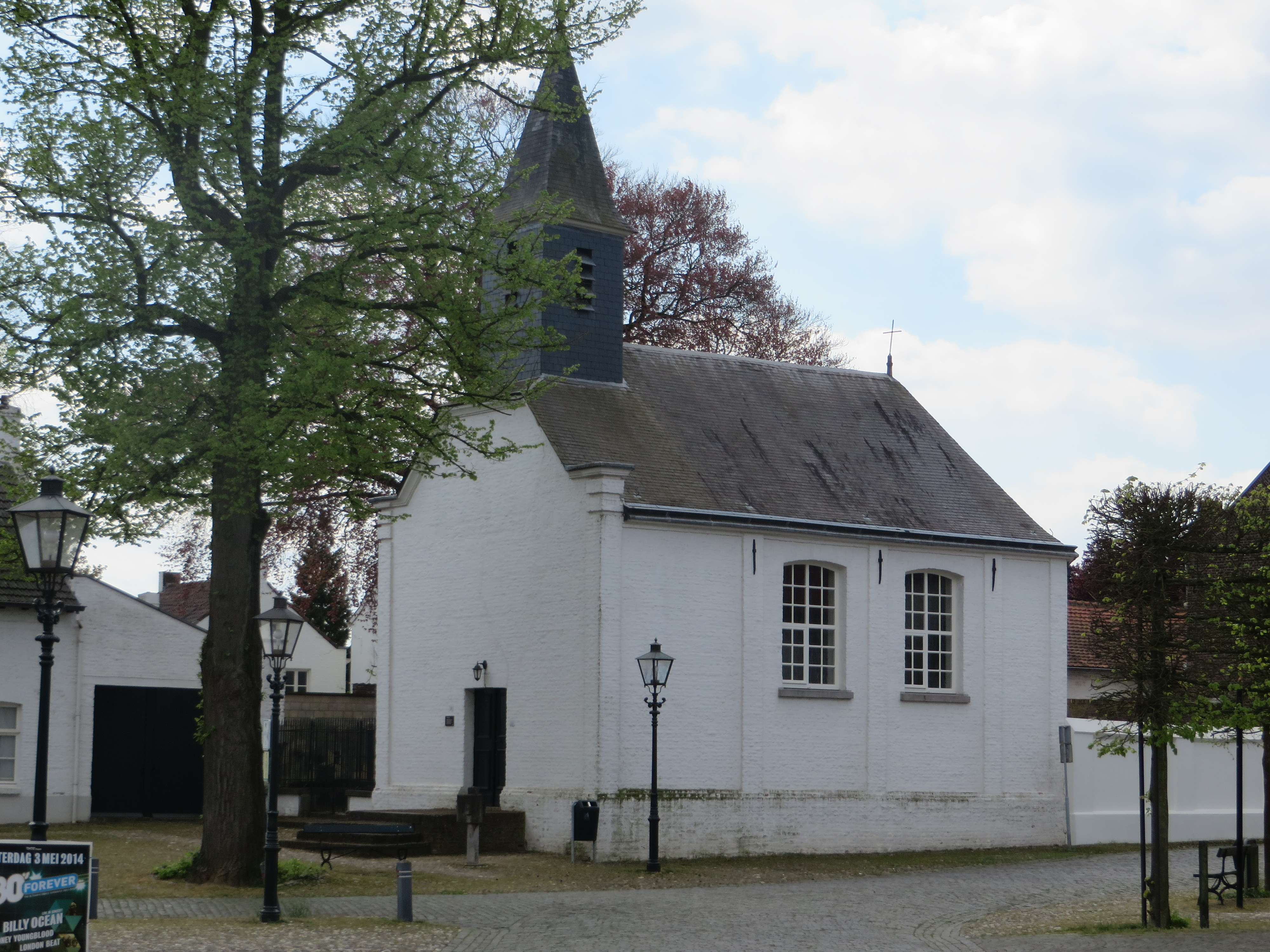
Hervormde kerk

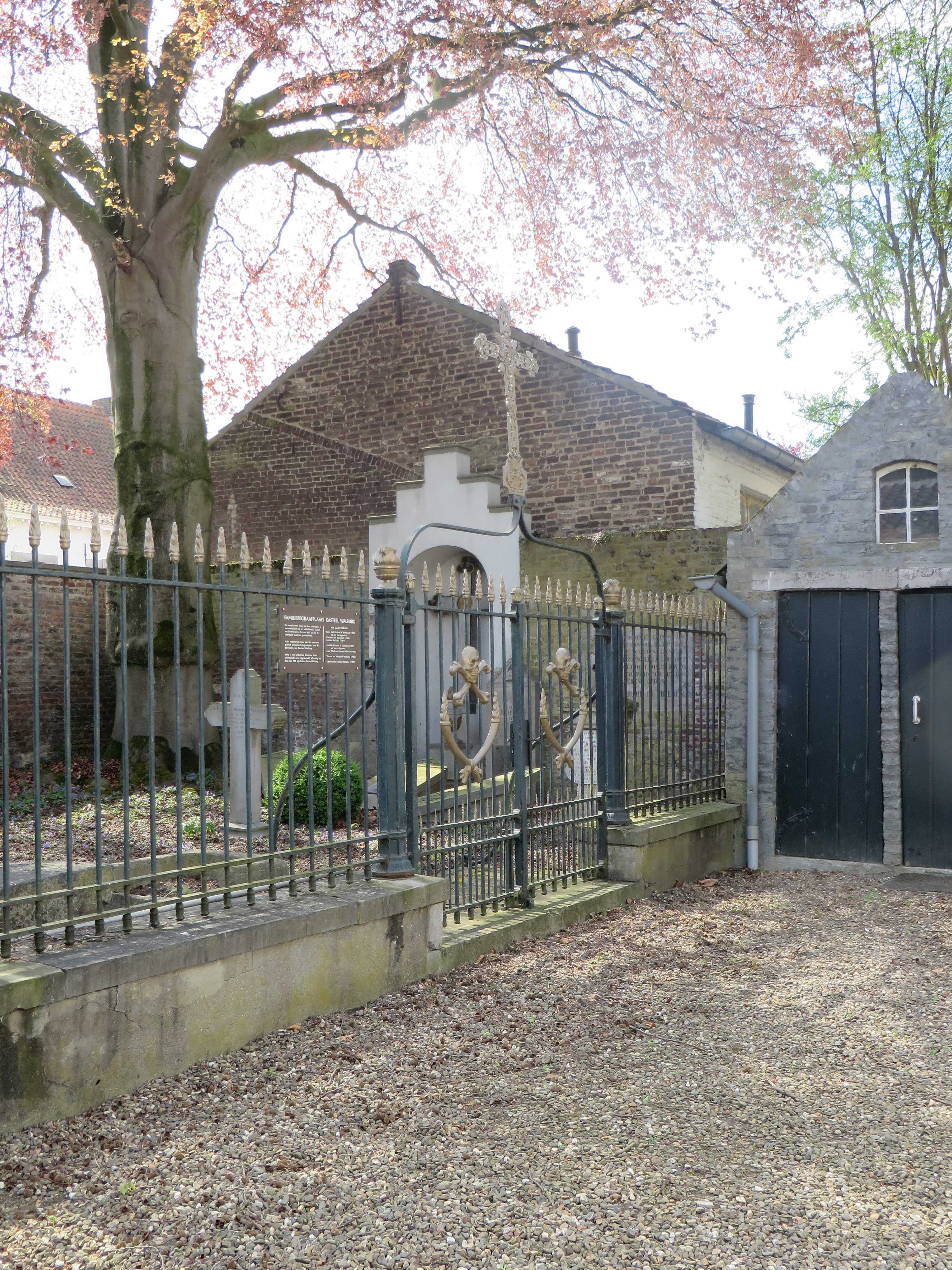
Toegangshek tot het familiegraf

De voormalige Hervormde kerk is een kerkgebouw te Stevensweert, gelegen aan Jan van Steffenswertplein 18, in de Nederlandse gemeente Maasgouw.

## Geschiedenis
Reeds vanaf 1633 werd de slotkapel van het vervallen Kasteel Stevensweert door het Spaanse garnizoen als (rooms-katholieke) garnizoenskerk gebruikt. Toen Stevensweert in 1702 door de Staatse troepen werd ingenomen, kerkte hier het Staatse garnizoen en werd de kapel dus een hervormde kerk. Tijdens het ancien régime bestonden er in deze katholieke regio langs de Maas verschillende kleine protestantse enclaves. Reinier Vincent, graaf von Hompesch Rurich (1673-1733), militair, diplomaat, gezant en sinds 1719 eigenaar van het in het nabijgelegen Laak gelegen Kasteel Walburg, was protestant. Hij en zijn nageslacht zou generaties lang kerken in Stevensweert en de plaatselijke Hervormde gemeenschap steunen.  
Gedurende de Franse Tijd (1794-1814) werd de kapel voor profane doeleinden gebruikt en sterk verwaarloosd. Daarom werd zij in 1819 vervangen door het huidige kerkgebouw, dat tot stand kwam naar een ontwerp van de toenmalige dominee Jacobus Waten Begemann (1791-1857). Charlotte Louise Wilhelmina Henriëtte, gravin van Hompesch (1768-1836), schonk in 1829 het huidige orgel. Ook een koorbank werd door de grafelijke familie geschonken.
In 1864 werd de kerk nog verbouwd. Het kerkje transformeerde van garnizoenskerk tot schipperskerk, een functie die vanaf omstreeks 1940 geleidelijk door Maasbracht werd overgenomen. In de nadagen van de Tweede Wereldoorlog werd het gebouw beschadigd, maar in 1950 volgde restauratie.
In 1985 is het kerkje, toen nog eigendom van de Hervormde Gemeente Stevensweert-Maasbracht, verhuurd aan de Stichting Streekmuseum. In 1990 is het gebouw verkocht aan de Stichting Protestantse Kerk Stevensweert.
In 1994 kon het Streekmuseum - ten gevolge van gemeentelijke herindeling - worden verplaatst naar het vrijgekomen raadhuis. In 2000 verliet het Streekmuseum het kerkje. Er werden nog opgravingen verricht onder de preekstoel, waarbij de fundamenten van de kasteelkapel (omstreeks 1250) werden blootgelegd.
Het kerkje is tegenwoordig (2016) in gebruik als trouwlocatie en als podium voor concerten en dergelijke.

## Gebouw
Het betreft een sober bakstenen driezijdig gesloten zaalkerkje onder zadeldak, met een houten torentje boven de voorgevel.
Bij het kerkje ligt een algemene begraafplaats en ook een, door een fraai hekwerk afgesloten, gedeelte waarop de graven van de families Van den Bergh en De Hompesch zijn te vinden. In de tuinmuur zijn nog enkele muurresten van het voormalig Kasteel Stevensweert te vinden.
Literatuur en bronnen
- 'Orgelbouwnieuws: Stevensweert, Protestantse Kerk', in: Het orgel, 105 (2009) nr. 9.
- Stichting Vrienden van het protestants kerkje Stevensweert, Historie